# Rojas (Burgos)
Pour les articles homonymes, voir Rojas.
Rojas est une commune d'Espagne de la province de Burgos dans la communauté autonome de Castille-et-León.

## Administration
| Période                                  | Période | Identité                | Étiquette | Qualité |
| ---------------------------------------- | ------- | ----------------------- | --------- | ------- |
| 2007                                     |         | José Luis Alonso Alonso |           |         |
| Les données manquantes sont à compléter. |         |                         |           |         |